# Tomás Romero Hodges
Tomás Romero Hodges (Talcahuano, 1854 - Valdivia, 18 de abril de 1910) fue un abogado y político nacional chileno. Hijo de Manuel Romero Martínez y Josefa Hodges Santibáñez. Contrajo matrimonio con Sofía Hodges Andrews en 1882.
Realizó sus estudios en el Liceo de Hombres de Concepción y luego hizo el Curso Fiscal de Leyes en el mismo establecimiento, para pasar a la Universidad de Chile, donde juró como abogado en julio de 1885. Se desempeñó como escribiente de Angol, protector de Indios, secretario del Territorio en Colonización y de la Municipalidad de Angol.
Pertenecía al Partido Nacional. En 1890 fue nombrado Intendente de la provincia de Cautín. 
Fue elegido Diputado por Santa Cruz, Vichuquén y Curicó para el período 1891-1894, formando parte de la comisión permanente de Agricultura y Colonización.
Romero fue elegido nuevamente Intendente, pero esta vez por Malleco, el año 1896 y entre 1899 y 1901.
En 1906 fue designado fiscal de la Corte de Apelaciones de Valdivia, cargo que ejercía cuando falleció en abril de 1910.